# Фудбалска репрезентација Доминике
Фудбалска репрезентација Доминике (енгл. Dominica national football team) је фудбалски тим који представља Доминику на међународним такмичењима под контролом Фудбалског савеза Домонике који се налази у оквиру Карипске фудбалске уније и КОНКАКАФ-а. Такође је члан ФИФА.

## Такмичарска достигнућа

### Светско првенство
Доминика  је своју прву утакмицу кфвалификација за Светско првенство играла 10. марта 1996. године у Розу против Антигве и Барбуде (прелиминарно коло). Утакмица је завршена нерешеним резултатом (3:3). Доминика је следећу утакмицу играла 31. марта у гостима у Ст. Јохн'су и победила са 3:1. Међутим, у првом колу такмичења губи два пута по 0:1 од Барбадоса, тиме је испала са квалификација за завршни турнир. За турнир 2006. Доминика се у првом колу састала са Бахамима и са две победе (1:1 и 3:1) пласирали се у друго коло где су изгубили са 0:10 од Мексика, што је Доминикин највећи пораз до сада.
После низа квалификационих турнира на којима се Доминика није успела квалификовати (1989–1993), ипак су се пласирали на главни део квалификационог турнира 1994. године. У групној фази играли су против Барбадоса (1:1), Гвадалупе (0:5) и Тринидада и Тобага (0:0).
| Светско првенство у фудбалу преглед | Светско првенство у фудбалу преглед | Светско првенство у фудбалу преглед | Светско првенство у фудбалу преглед | Светско првенство у фудбалу преглед | Светско првенство у фудбалу преглед | Светско првенство у фудбалу преглед | Светско првенство у фудбалу преглед | Светско првенство у фудбалу преглед |
| Година                              | Коло                                | Ута.                                | Поб.                                | Нер.                                | Изг.                                | ГД                                  | ГП                                  |                                     |
| ----------------------------------- | ----------------------------------- | ----------------------------------- | ----------------------------------- | ----------------------------------- | ----------------------------------- | ----------------------------------- | ----------------------------------- | ----------------------------------- |
| 1998.                               | Није се квалификовала               | Није се квалификовала               | Није се квалификовала               | Није се квалификовала               | Није се квалификовала               | Није се квалификовала               | Није се квалификовала               |                                     |
| 2002.                               | Није се квалификовала               | Није се квалификовала               | Није се квалификовала               | Није се квалификовала               | Није се квалификовала               | Није се квалификовала               | Није се квалификовала               |                                     |
| 2006.                               | Није се квалификовала               | Није се квалификовала               | Није се квалификовала               | Није се квалификовала               | Није се квалификовала               | Није се квалификовала               | Није се квалификовала               |                                     |
| 2010.                               | Није се квалификовала               | Није се квалификовала               | Није се квалификовала               | Није се квалификовала               | Није се квалификовала               | Није се квалификовала               | Није се квалификовала               |                                     |
| 2014.                               | Није се квалификовала               | Није се квалификовала               | Није се квалификовала               | Није се квалификовала               | Није се квалификовала               | Није се квалификовала               | Није се квалификовала               |                                     |
| 2018.                               | Није се квалификовала               | Није се квалификовала               | Није се квалификовала               | Није се квалификовала               | Није се квалификовала               | Није се квалификовала               | Није се квалификовала               |                                     |
| 2022.                               | Није се квалификовала               | Није се квалификовала               | Није се квалификовала               | Није се квалификовала               | Није се квалификовала               | Није се квалификовала               | Није се квалификовала               | Није се квалификовала               |

## ФИФА-рангирање[4]
| 1995 | 1996 | 1997 | 1998 | 1999 | 2000 | 2001 | 2002 | 2003 | 2004 | 2005 | 2006 | 2007 | 2008 | 2009 | 2010 | 2011 | 2012 | 2013 | 2014 | 2015 | 2016 | 2017 | 2018 |
| ---- | ---- | ---- | ---- | ---- | ---- | ---- | ---- | ---- | ---- | ---- | ---- | ---- | ---- | ---- | ---- | ---- | ---- | ---- | ---- | ---- | ---- | ---- | ---- |
| 158  | 138  | 139  | 133  | 149  | 152  | 161  | 174  | 185  | 165  | 172  | 181  | 189  | 191  | 197  | 129  | 171  | 161  | 167  | 184  | 176  | 174  | 168  | 178  |